# Парсеваль, Марк-Антуан
Марк-Антуан Парсеваль (фр. Marc-Antoine Parseval des Chênes; 27 апреля 1755, Розьер-о-Салин, Франция — 16 августа 1836, Париж, Франция) — французский математик.
Сформулировал теорему Парсеваля. Его племянник Александр Фердинанд Парсеваль-Дешен был адмиралом французского флота.

## Биография
Марк-Антуан Парсеваль родился в Розьер-о-Салин (ныне в департаменте Мёрт и Мозель) во Франции в аристократической французской семье.
В 1795 году женился на Урсуле Герийо (Ursule Guerillot), но вскоре брак распался.
Поскольку Персеваль был представителем аристократии и поддерживал монархию во время революции во Франции, его оппозиционные взгляды послужили поводом к тюремному заключению в 1792 году. Позднее Парсеваль бежал из страны из-за публикации критических по отношению к правительству Наполеона стихов.
Позднее, с 1796 по 1828 годы, пять раз пытался вступить в Парижскую академию наук, но так и не вступил.
Скончался 16 августа 1836 года в Париже.

## Работы
Его единственными математическими публикациями, по всей видимости, являются пять статей, опубликованных в 1806 году как «Mémoires présentés à l’Institut des Sciences, Lettres et Arts, par divers savants, et lus dans ses assemblées. Sciences mathématiques et physiques. (Savants étrangers)». Работа включала ранее опубликованные монографии:
1. «Mémoire sur la résolution des équations aux différences partielles linéaires du second ordre» (5 мая 1798)
2. «Mémoire sur les séries et sur l’intégration complète d’une équation aux différences partielles linéaires du second ordre, à coefficents constants» (5 апреля 1799)
3. «Intégration générale et complète des équations de la propagation du son, l’air étant considéré avec ses trois dimensions» (5 июля 1801)
4. «Intégration générale et complète de deux équations importantes dans la mécanique des fluides» (16 августа 1803)
5. «Méthode générale pour sommer, par le moyen des intégrales définies, la suite donnée par le théorème de M. Lagrange, au moyen de laquelle il trouve une valeur qui satisfait à une équation algébrique ou transcendente»